# Sposalizio mistico di santa Caterina da Siena (Beccafumi)
Lo Sposalizio mistico di santa Caterina da Siena è un dipinto a olio su tavola (347x225 cm) di Domenico Beccafumi, databile al 1528 circa e conservato a palazzo Chigi-Saracini di Siena.

## Storia
La pala è ricordata solo dal 1538-1539 nella chiesa di Santo Spirito a Siena sulla cappella dei Dell'Orafo. Ricordata da Vasari, che apprezzò soprattutto i riverberi nelle vesti dei santi, era dotata anticamente di predella, oggi smembrata e dispersa. Tra i pannelli riconosciuti che ne sono due nel Philbrook Museum of Art di Tulsa (collezione Kress), due nel Museum of Fine Arts di Boston e due già in collezione Scharf a Londra e oggi al Getty Museum (Samminiatelli). Due bozzetti esistono nel Gabinetto dei Disegni e delle Stampe agli Uffizi.

## Descrizione e stile
Sotto un baldacchino sorretto da angeli Maria in trono, in cima a una gradinata, guarda il figlio bambino che inanella santa Caterina da Siena, inginocchiata a destra. Assistono alcuni santi disposti in un'ordinata simmetria, tra cui si riconoscono in primo piano i santi Pietro e Paolo. Attorno al trono si vedono san Sigismondo, san Domenico, san Giovannino, san Bernardino da Siena e santa Caterina d'Alessandria, omonima della santa senese da cui deriva l'iconografia del "matrimonio mistico".
Il tono è quello posato e soenne della Madonna del Baldacchino di Raffaello e delle opere di Fra Bartolomeo, con cui l'artista senese sembra volersi misurare. Tutta sua è invece la particolare orchestrazione luminosa e cromatica, fatta di un alternarsi tra zone di profonda ombra e altre illuminate, nonché di colori tenui e cangianti.

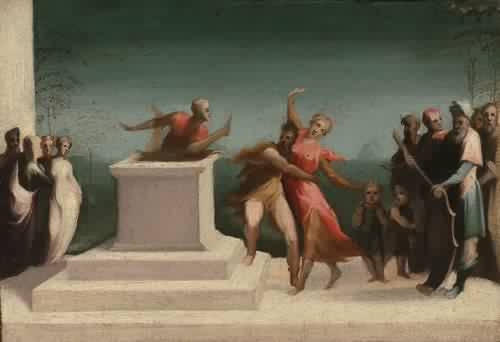
Martirio di san Sigismondo e della sua famiglia, Boston
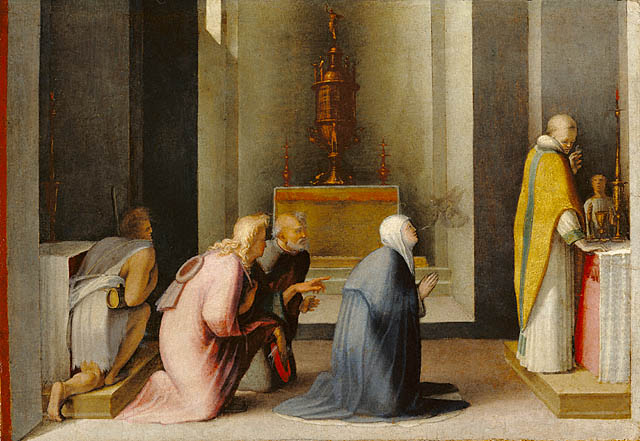
Comunione miracolosa di santa Caterina, Getty Museum
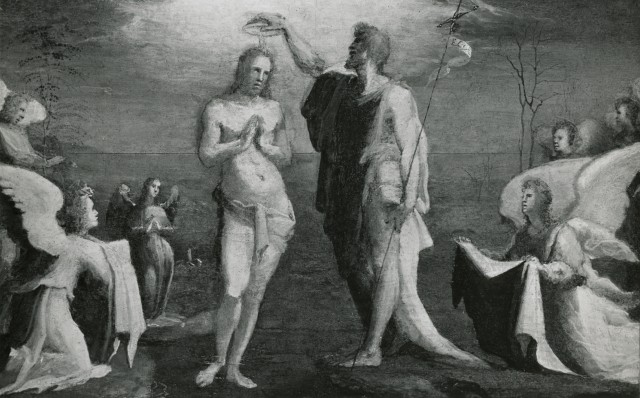
Battesimo di Cristo, Tulsa
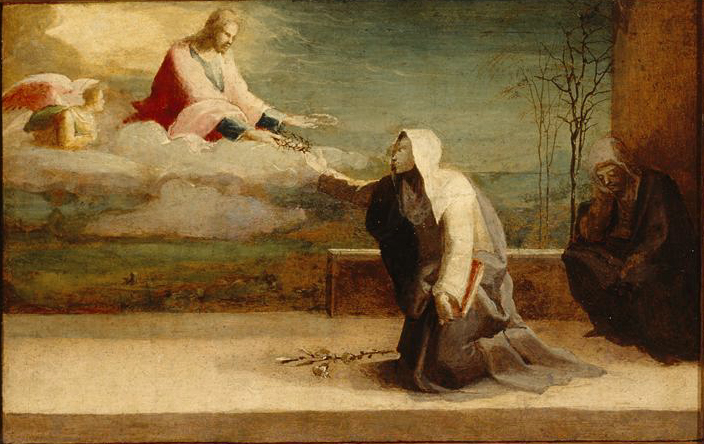
Visione di santa Caterina, Tulsa
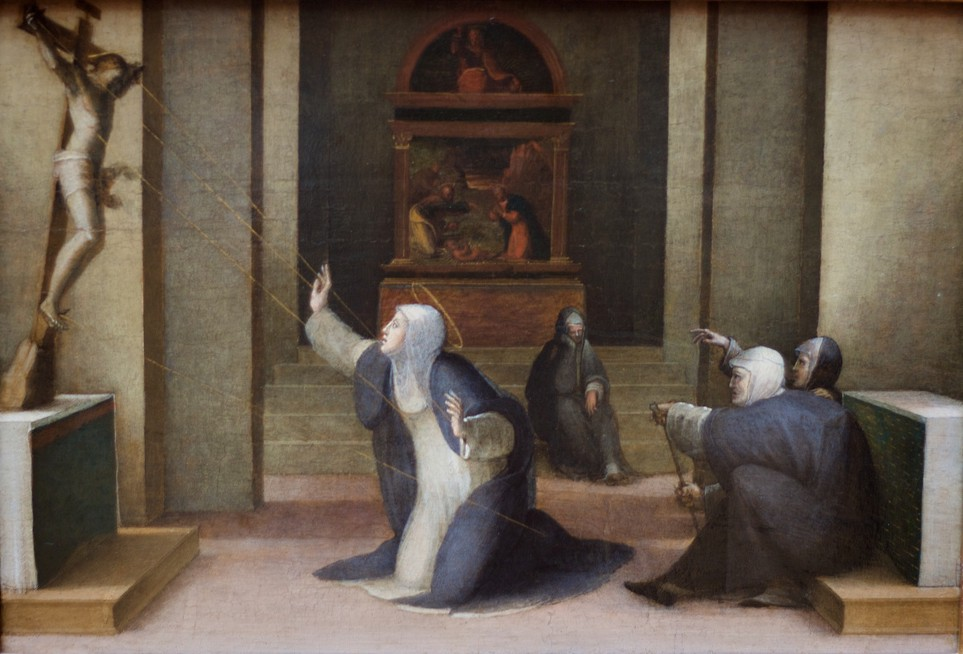
Santa Caterina riceve le stimmate, Getty Museum
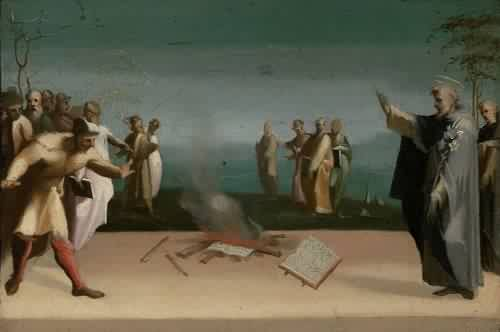
San Domenico e il rogo dei libri degli eretici albigesi, Boston